# In taberna quando sumus

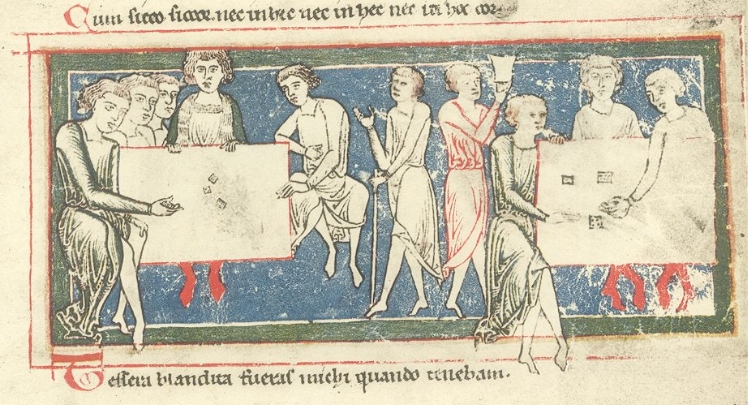
Spelers en drinkers in de Codex Buranus

In taberna quando sumus (Nederlands: "Als we in de herberg zijn") is een middeleeuws Latijns Goliardisch gedicht.
Het maakt deel uit van de bundel die bekend is geworden als de Carmina Burana. Deze liederen werden  geschreven tussen de 12e en het begin van de 13e eeuw.  Het werd in 1935/36 op muziek gezet door de Duitse componist Carl Orff als deel van zijn Carmina Burana, die op 8 juni 1937 in première ging bij de Opera van Frankfurt. In Orffs Carmina Burana is dit drinklied het 14e deel van sectie 2, In Taberna . Het gedicht is grotendeels in trocheïsche tetrameter geschreven.